# 2018년 삼성 라이온즈 시즌
2018년 삼성 라이온즈 시즌은 삼성 라이온즈가 KBO 리그에 참가한 37번째 시즌이다. 김한수 감독이 팀을 이끈 2번째 시즌이며, 김상수가 주장을 맡았다. 팀은 5위 KIA 타이거즈와 게임차가 없었으나 승률 0.004 차이로 순위가 밀리며 10팀 중 정규시즌 6위로 3년 연속으로 포스트시즌 진출에 실패했는데 외국인 듀오 아델만과 보니야가 도합 15승에 머무른 데다 타선이 들쭉날쭉한 모습을 보여준 것이  컸다. 이는 역대 최소 게임 차 포스트시즌 탈락 기록이다.
다만, 역대 삼성 대구 지역 고등학교 출신 두자릿수 홈런타자 중 첫 초등학교부터 대구에서 다니지 않았던 두 명의 선수(김헌곤 김상수)가 두자릿수 홈런을 기록하기도 했다.

## 5위 쟁탈전
- 순위 : 팀 (승률, 게임차)
- 5위 : KIA (0.4861, 8.5)
- 6위 : 삼성 (0.4857, 8.5)
- 7위 : 롯데 (0.479, 9.5)
- 8위 : LG (0.476, 10)

## 타이틀
- 자카르타·팔렘방 아시안 게임 금메달: 진갑용(코치), 장필준, 최충연, 박해민
- 조아제약 프로야구대상 헤포스상: 구자욱
- ADT캡스 수비상: 김헌곤 (좌익수), 박해민 (중견수)
- 한국갤럽 선정 좋아하는 국내 프로야구 선수: 강민호 (7위)
- 대구 야구의 역사와 전설들: 김시진 (선발투수), 오승환 (마무리투수), 이만수 (포수), 이승엽 (1루수), 강기웅 (2루수), 류중일 (유격수), 박석민 (3루수), 장효조 (외야수), 박한이 (외야수), 양준혁 (외야수)
- 스포츠동아 선정 20세기 베스트 10: 이만수 (포수), 이승엽 (1루수), 김성래 (2루수), 장효조 (외야수), 양준혁 (지명타자)
- 스포츠동아 선정 21세기 베스트 10: 양준혁 (지명타자)
- 올스타전 추천선수: 장필준, 이원석, 구자욱
- 컴투스프로야구 주요 FA 라인업: 권오준 (중계투수)
- 출장(타자): 박해민 (144)
- 타석: 박해민 (649)
- 실질타석: 박해민 (641)
- 타수: 박해민 (576)
- 3루타: 박해민 (10)
- 도루: 박해민 (36)
- 선발등판: 아델만 (31)

### 퓨처스리그
- 아시아 윈터 베이스볼 리그 국가대표: 최지광
- 플레이어스 초이스 어워드 퓨처스리그 우수선수상: 백승민
- 퓨처스 올스타: 맹성주, 박용민, 김호재, 윤정빈

## 선수단
- 선발투수: 아델만, 보니야, 백정현, 양창섭, 윤성환, 최채흥, 장원삼, 김대우
- 구원투수: 최충연, 장필준, 우규민, 임현준, 권오준, 정인욱, 김승현, 한기주, 장지훈, 김용하, 황수범, 김기태, 김시현, 박근홍, 이승현
- 마무리투수: 심창민, 안성무, 최지광
- 포수: 강민호, 이지영, 김응민, 김민수, 권정웅
- 1루수: 러프, 최영진, 최원제, 조동찬, 백승민
- 2루수: 김성훈, 백상원, 강한울, 손주인
- 유격수: 김상수, 김재현, 김호재, 정병곤
- 3루수: 이원석
- 좌익수: 김헌곤, 송준석, 배영섭
- 중견수: 박해민, 김성윤
- 우익수: 구자욱, 박찬도
- 지명타자: 박한이, 안주형, 이성곤

## 여담
- 7월 27일 KIA 타이거즈와 경기에서 팀은 KBO 리그 사상 한 경기 최다 잔루 기록을 세웠다.
- 보니야는 이 시즌 2013년 이후 KBO 리그에서 규정 이닝을 채운 투수 중 단일 시즌 스트라이크 한가운데 투구 스윙 유도 비율이 가장 낮았다.
- 김상수는 득점권 출루율 0.248로 2013년 이후 KBO 리그에서 단일 시즌 규정 타석을 채운 타자 중 최저 기록을 세웠다.
- 구자욱은 상대 투수들의 스트라이크 존 한가운데 투구 비율 1.4%로 2013년 이후 규정 타석 충족 타자 중 단일 시즌 최저치를 기록했다.
- 김헌곤은 2013년 이후 단일 시즌에 2루타 시 1루 주자의 득점을 가장 많이(20회) 허용한 외야수가 되었다.
- 김성윤은 이 시즌까지 장타율/타율 4.028로 KBO 리그 10대 타자 통산 최고 기록을 세웠다.
- 1984 신인드래프트에서 원민구를 1차 지명한 데 이어 2019 신인드래프트에서 원태인을 1차 지명함에 따라 KBO 리그 사상 최초로 부자가 같은 팀에 1차 지명된 사례가 되었다.